# Sabawi Ibrahim al-Tikriti
Sabawi Ibrahim al-Tikriti (tiếng Ả Rập: سبعاوي إبراهيم التكريتي; ngày 27 tháng 2 năm 1947 – ngày 8 tháng 7 năm 2013) là người em cùng cha khác mẹ của Saddam Hussein và là lãnh đạo cơ quan mật vụ Iraq mang tên Mukhabarat vào thời điểm chiến tranh Vùng Vịnh năm 1991. Ông từng là người đứng đầu Tổng cục An ninh từ năm 1991 đến năm 1996, và sau đó là cố vấn tổng thống cho Hussein.
Sau cuộc xâm lược Iraq năm 2003 của liên quân do Mỹ lãnh đạo, Sabawi đã phải lẩn trốn. Ngày 27 tháng 2 năm 2005, vụ bắt giữ ông được công khai trước dư luận trong nước. Sabawi là quân bài thứ sáu trong số mấy lá Rô thuộc những quân bài Iraq bị truy nã gắt gao nhất của quân đội Mỹ, và đứng thứ 36 trong danh sách 55 người Iraq bị truy nã gắt gao nhất. Sabawi bị nghi ngờ đứng sau các vụ nổ và giết người diễn ra sau sự sụp đổ của chế độ cũ ở Iraq, và phần thưởng trị giá một triệu đô la Mỹ trao cho ai cung cấp thông tin dẫn đến việc bắt giữ hoặc giết chết ông. Syria đã bắt được Sawabi và giao Sabawi cho quân đội Iraq. Đến lượt quân đội Iraq lại giao nộp ông cho quân đội Mỹ. Syria nhiều lần bị buộc tội bảo vệ các cựu quan chức Iraq mà chính phủ nước này luôn bác bỏ thẳng thừng.
Tháng 3 năm 2009, Sabawi bị tòa án ở Baghdad kết án tử hình bằng cách treo cổ. Khi bản án tử hình của ông được đọc lên, ông liền đứng dậy và tuyên bố "Chúa vĩ đại" và rằng ông tự hào là một người tử vì đạo. Ngày 8 tháng 7 năm 2013, Sabawi qua đời vì bệnh ung thư.
Con trai ông này là Ayman cũng bị Mỹ bắt giữ, đang thụ án chung thân khi vượt ngục vào ngày 9 tháng 12 năm 2006. Một trong những người em của Ibrahim tên là Watban Ibrahim al-Tikriti cũng bị kết án tử hình, trong khi người anh trai khác của ông là Barzan Ibrahim al-Tikriti bị xử tử vào năm 2007.